# Westland Wessex
Westland Wessex byl britský vrtulník vyráběný společností Westland v somersetském Yeovilu, jako licenční varianta amerického typu Sikorsky S-58 odlišující se použitím turbohřídelové pohonné jednotky. Jeho prvním uživatelem se stalo Royal Navy, a později vznikly i stroje určené pro Royal Air Force.
Jednalo se o první vrtulník britské Fleet Air Arm od počátku konstruovaný jako protiponorkový:s.349 a první sériově vyráběný těžký vrtulník poháněný turbohřídelovým motorem s volnou turbínou.:s.349:s.364

## Varianty

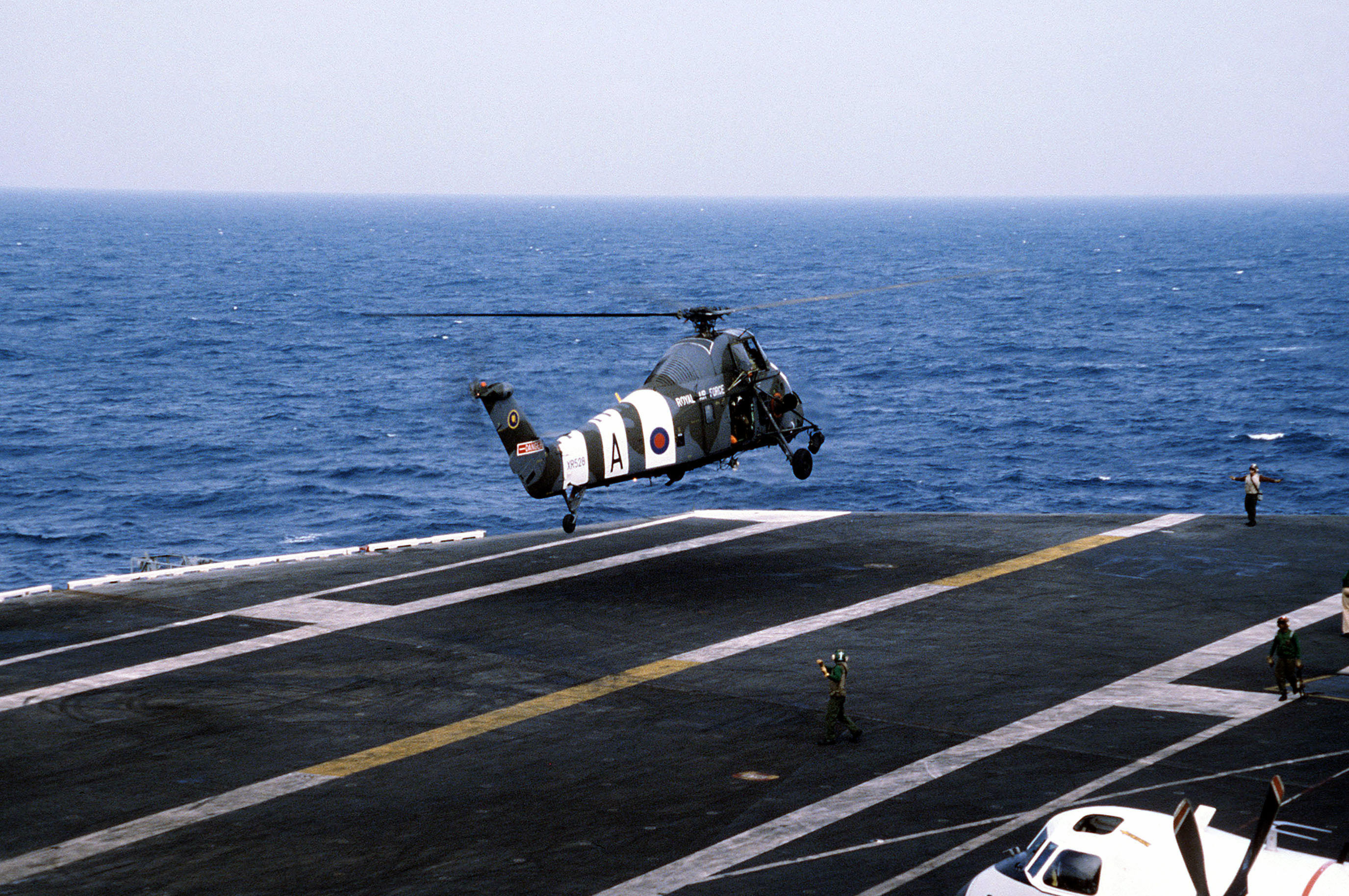
Wessex HC.2 RAF na palubě americké letadlové lodi USS Midway, 1982

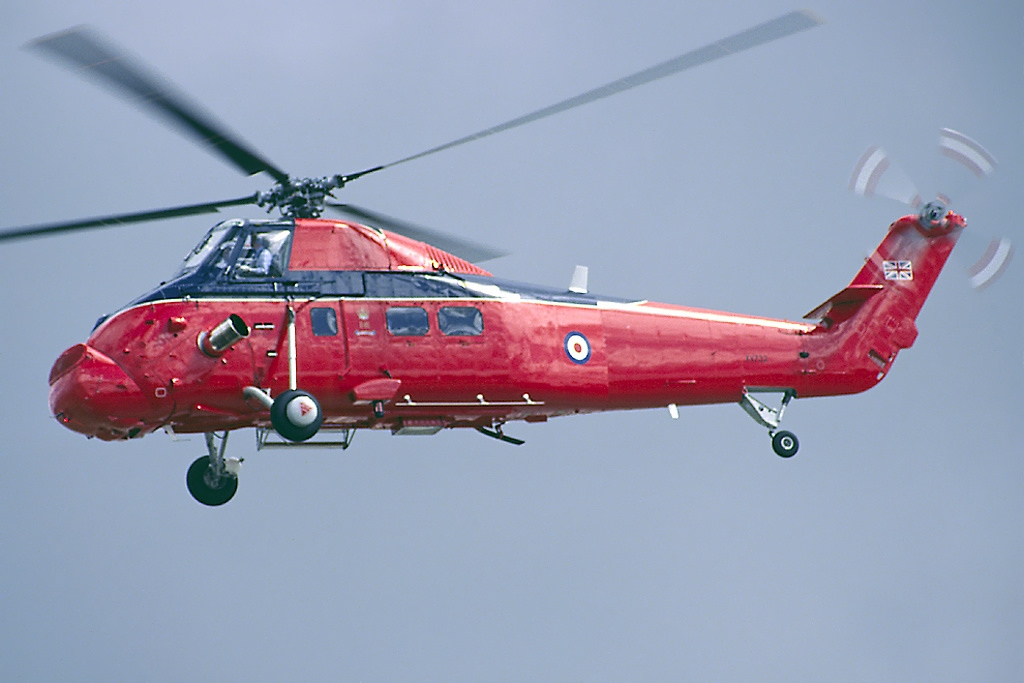
Wessex HCC.4 během Royal International Air Tattoo v roce 1993

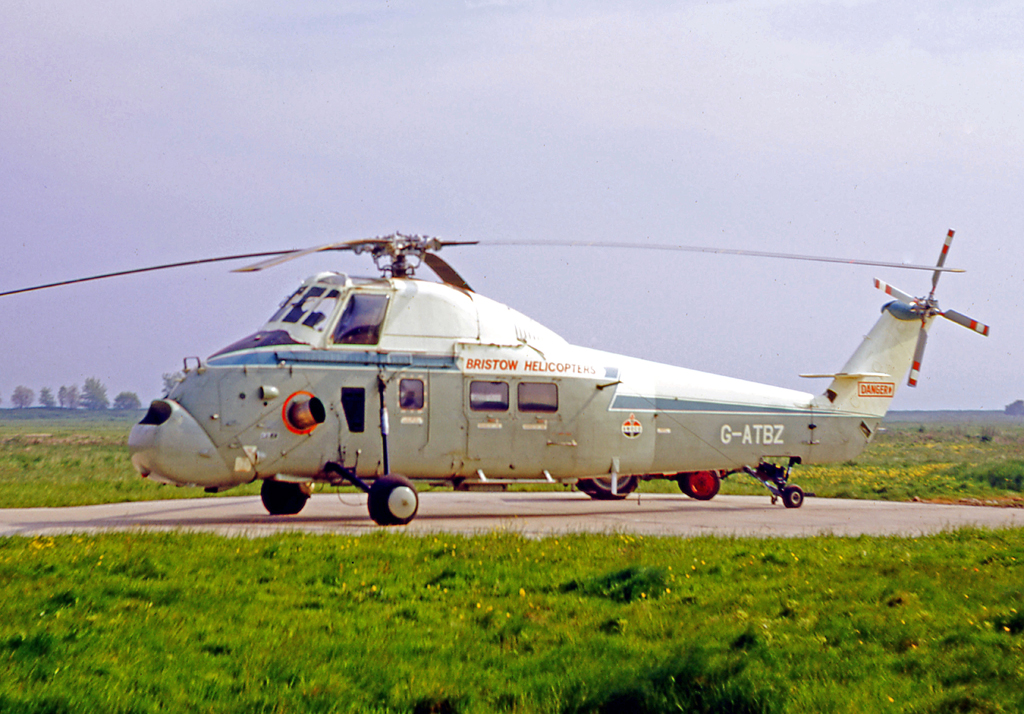
Jeden z Wessexů 60 společnosti Bristow Helicopters

Wessex HAS.1
Základní protiponorková a záchranná verze pro Royal Navy s motorem Napier Gazelle Mk.161. Vyrobeno 140 kusů, zčásti později konvertovaných na verzi HAS.3.
Wessex Commando Mk.1
Dvanáct kusů HAS.1 upravených demontáží protiponorkového vybavení a části avioniky na transportní pro potřeby Royal Marines,:s.352 s kapacitou až 16 plně vyzbrojených příslušníků Commandos.:s.84
Wessex HC.2/HAR.2
Transportní a záchranný vrtulník pro Royal Air Force, schopný přepravy 16 plně vyzbrojených vojáků. Konstrukce byla zesílena a pohon byl zajišťován dvojicí motorů Bristol Siddeley Gnome H.1200 Mk.110/111.:s.352–353 Prototyp vznikl přestavbou z HAS.1 a později bylo postaveno dalších 73 kusů.
Wessex HAS.3
Námořní protiponorkový vrtulník s výkonnějším motorem Napier Gazelle Mk.165, zesílenou výzbrojí, modernizovanou avionikou umožňující operace za každého počasí a s radomem radaru v zadní částí trupu. Nově byly postaveny 3 kusy a dalších 43 bylo konvertováno z HAS.1. Jednalo se o první vrtulník Royal Navy schopný doplňování paliva z plovoucí lodi ve visu.:s.367
Wessex HCC.4
Dva stroje (sériová čísla XV732 a XV733:s.355) určené pro přepravu členů královské rodiny, odpovídající standardu HC.2, s dodatečným navigačním vybavením a pohodlněji vybaveným interiérem kabiny. Další odlišností byly lišty na bocích trupu, které měly sloužit jako schůdek usnadňující nástup cestujících.:s.355
Wessex HU.5
Užitkový vrtulník pro Royal Navy odvozený od HC.2, poháněný dvěma motory Bristol Siddeley Gnome Mk.110/111 a schopný přepravy 16 plně vyzbrojených příslušníků Royal Marines, dělostřelecké techniky či vozidla Land Rover anebo jiných nákladů v podvěsu:s.369 až do hmotnosti 3 600 liber (1 632,9 kg),:s.293 anebo použití v roli ozbrojeného vrtulníku. Postaveno 101 kusů.
Wessex HAS.31
Protiponorková verze pro Royal Australian Navy založená na HAS.1 s motorem Napier Gazelle Mk.162 vzniklá v počtu 27 kusů.:s.356
Wessex HAS.31B
Modernizovaná verze HAS.31 s výkonnějším motorem Gazelle Mk.165.
Wessex 52
Dvanáct kusů transportní verze založené na HC.2 zakoupených roku 1963 letectvem Iráku.
Wessex 53
Dva kusy odvozené z HC.2 pro Ghanské letectvo.
Wessex 54
Dva kusy vycházející z HC.2 pro Brunejské královské letectvo.
Wessex 60
Verze HC.2 určená pro civilní trh. V letech 1965–1971 vzniklo 20 kusů.:s.361

## Uživatelé

### Vojenští
- Austrálie

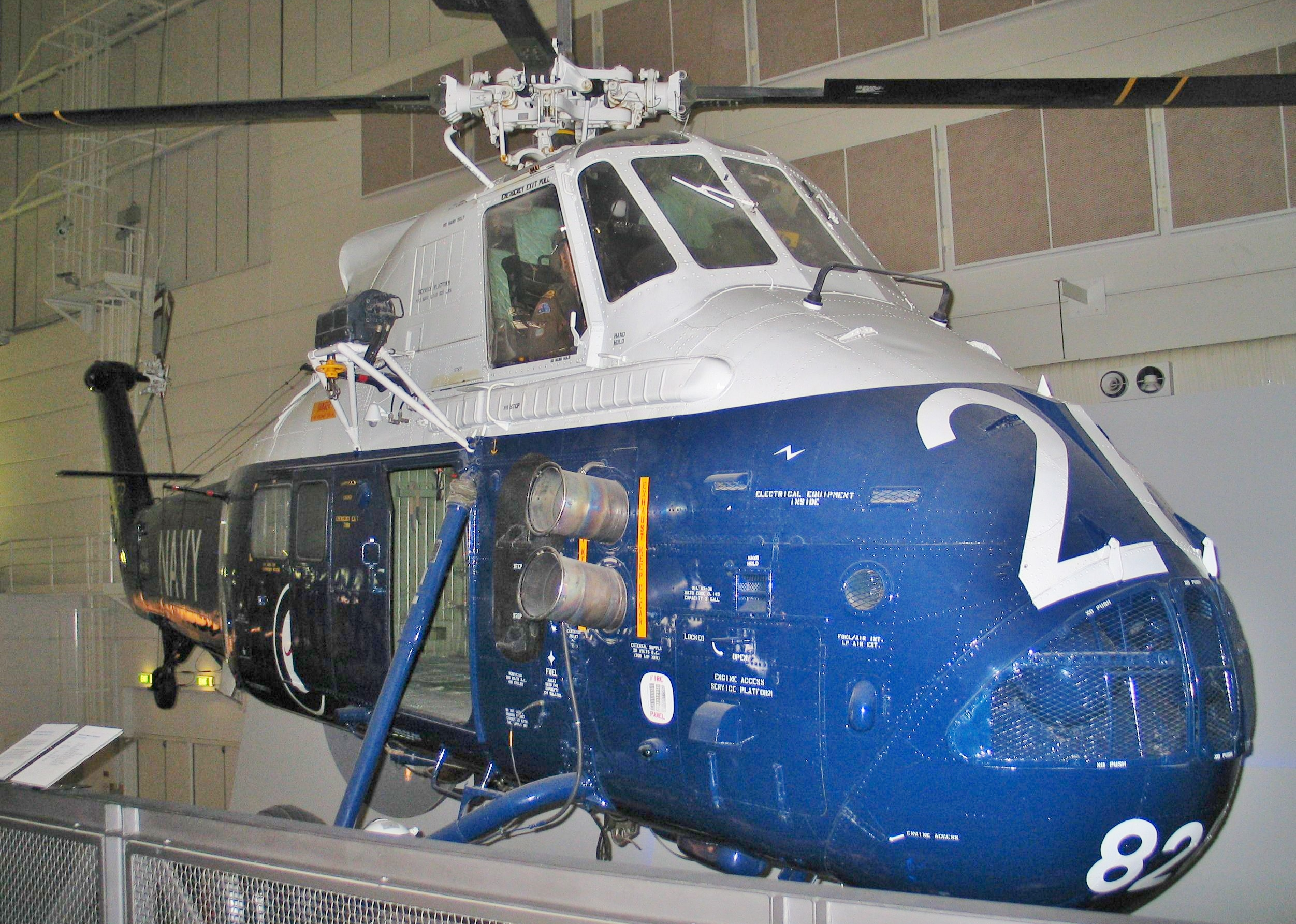
Westland Wessex vystavený v Australian National Maritime Museum v Sydney

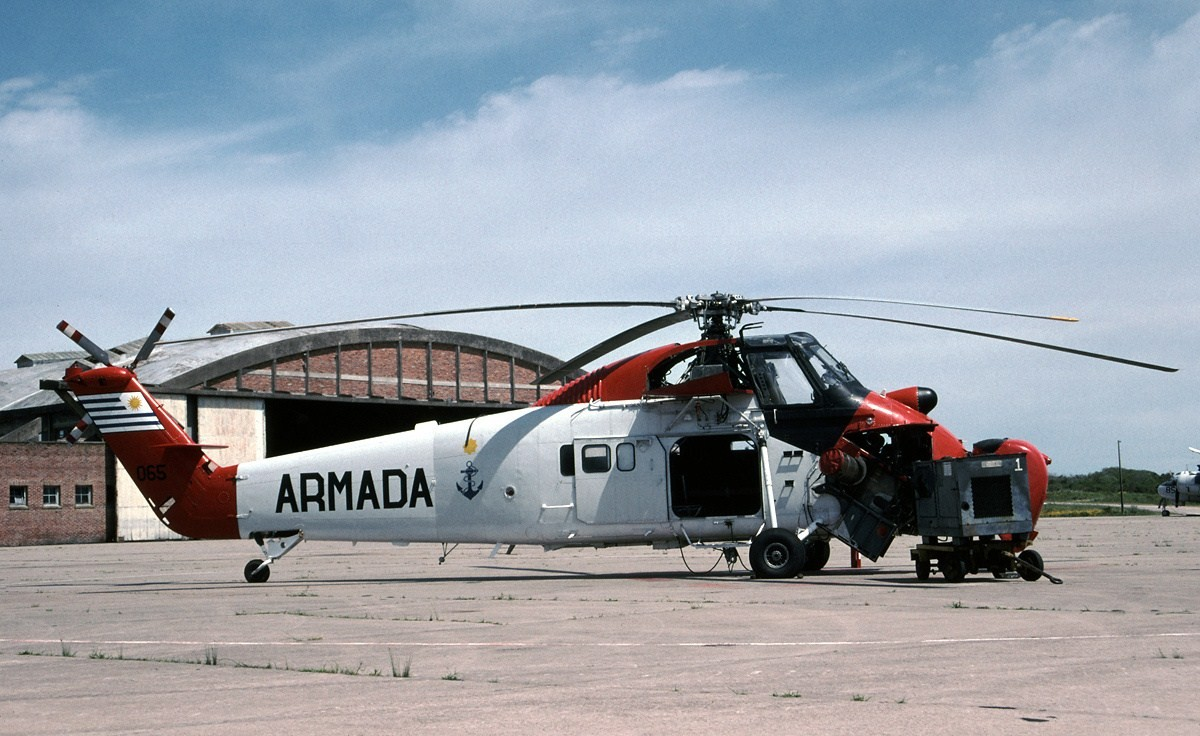
Wessex Mk.60 užívaný Uruguayským námořnictvem

  - Fleet Air Arm (Royal Australian Navy)
- Brunej
  - Brunejské královské letectvo
- Ghana
  - Ghanské letectvo
- Irák
  - Irácké letectvo
- Omán
  - Ománské královské vzdušné síly
- Spojené království
  - Fleet Air Arm
  - Royal Air Force
- Uruguay
  - Uruguayské letectvo
  - Uruguayské námořnictvo

### Civilní
- Spojené království
  - Bristow Helicopters

## Nehody
- 13. srpna 1981 havaroval v Severním moři stroj Bristow Helicopters imatrikulovaný G-ASWI,[7] přičemž zahynuly všechny osoby na palubě.

## Specifikace (Wessex HAS Mk.3)
Údaje podle publikace Westland Aircraft since 1915:s.362–364

### Technické údaje
- Osádka: 2–4 (pilot, kopilot, a 1–2 další členové osádky podle role)[p 4]
- Kapacita: osm pacientů na nosítkách a dva sedící cestující
- Délka:
  - Celková délka: 20,066 m (65 stop a 10 palců)
  - Délka při sklopení trupu: 11,632 m (38 stop a 2 palce)
- Výška: 4,826 m (15 stop a 10 palců)
- Průměr hlavního rotoru: 17,068 m (56 stop)
- Plocha hlavního rotoru:
- Prázdná hmotnost: 4 241,08 kg (9 350 lb)
- Vzletová hmotnost: 5 715,2 kg (12 600 lb)
- Pohonná jednotka: 1 × turbohřídelový motor Napier Gazelle 18 Mk.165
- Výkon pohonné jednotky: 1 600 shp (1 193,1 kW)

### Výkony
- Maximální rychlost: 217 km/h (117,3 uzlů, 135 mph) na úrovni mořské hladiny
- Cestovní rychlost: 196 km/h (106 uzlů, 122 mph)
- Stoupavost: 7,82 m/s (1 540 stop za minutu)
- Praktický dostup: 4 297,7 m (14 100 stop)
- Dolet: 627,6 km (339 nm, 390 mil)

### Výzbroj
- 2 × protiponorkové torpédo typu Mk.44/Mk.46 nebo hlubinné pumy
- možnost instalace kulometů GPMG ráže 7,62 mm ve dveřích kabiny